# Lara van Ruijven
Lara van Ruijven (Naaldwijk, 28 de diciembre de 1992-Perpiñán, 10 de julio de 2020) fue una patinadora neerlandesa de velocidad sobre pista corta.

## Carrera
Su mejor actuación en el campeonato mundial se produjo en 2014, cuando finalizó en quinto lugar como miembro del equipo neerlandés de relevos de 3000 metros. También ganó medallas de oro como miembro del equipo de relevos neerlandés en los campeonatos europeos de 2013 y 2014.
Obtuvo una medalla de oro en la copa del mundo de patinaje de velocidad sobre pista corta, lograda como parte del equipo de relevos en la temporada 2012-2013 en Dresde. Su mejor clasificación en un evento individual en copa del mundo, fue el 24.º lugar en los 500 metros, en 2013-2014.

### Juegos Olímpicos
Participó en los Juegos Olímpicos de Sochi 2014, quedando en 17.º en la prueba de 500 metros. En la prueba de relevos de 3000 metros por equipos, fue descalificada en las eliminatorias.
En los Juegos Olímpicos de Pyeongchang 2018 logró el bronce en los relevos de 3000 metros junto con Suzanne Schulting, Yara van Kerkhof y Jorien ter Mors. Las cuatro lograron un tiempo de 4:03.471 minutos, nueva plusmarca mundial, en la Final B del evento, y el bronce tras la descalificación de Canadá y China, participantes de la Final A.

## Fallecimiento
Falleció en Francia (mientras estaba en la concentración del equipo nacional) el 10 de julio de 2020, a los 27 años de edad, por las complicaciones de una enfermedad autoinmune que anteriormente la había obligado a ingresar en el hospital de Perpiñán el 25 de junio.